# Natació als Jocs Olímpics d'estiu de 1920
Als Jocs Olímpics de 1920 celebrats a la ciutat d'Anvers (Bèlgica) es disputaren deu proves de natació, set en categoria masculina i tres en categoria femenina.

## Resum de medalles

### Categoria masculina
| Prova                     | Or                                                                          | Or      | Argent                                                                 | Argent  | Bronze                                                                 | Bronze  |
| 100 m lliures detalls     | Duke Kahanamoku                                                             | 1:00.4  | Pua Kealoha                                                            | 1:02.2  | William Harris                                                         | 1:03.2  |
| 400 m lliures detalls     | Norman Ross                                                                 | 5:26.8  | Ludy Langer                                                            | 5:29.0  | George Vernot                                                          | 5:29.6  |
| 1.500 m lliures detalls   | Norman Ross                                                                 | 22:23.2 | George Vernot                                                          | 22:36.4 | Frank Beaurepaire                                                      | 23:04.0 |
| 100 m esquena detalls     | Warren Kealoha                                                              | 1:15.2  | Raymond Kegeris                                                        | 1:16.2  | Gérard Blitz                                                           | 1:19.0  |
| 200 m braça detalls       | Håkan Malmrot                                                               | 3:04.4  | Thor Henning                                                           | 3:09.2  | Arvo Aaltonen                                                          | 3:12.2  |
| 400 m braça detalls       | Håkan Malmrot                                                               | 6:31.8  | Thor Henning                                                           | 6:45.2  | Arvo Aaltonen                                                          | 6:48.0  |
| 4 x 200 m lliures detalls | Estats UnitsPerry McGillivray · Pua Kealoha · Norman Ross · Duke Kahanamoku | 10:04.4 | AustràliaHenry Hay · William Herald · Ivan Stedman · Frank Beaurepaire | 10:25.4 | Regne UnitLeslie Savage · Edward Peter · Henry Taylor · Harold Annison | 10:37.2 |

### Categoria femenina
| Prova                     | Or                                                                                  | Or     | Argent                                                                         | Argent | Bronze                                                       | Bronze |
| 100 m lliures detalls     | Ethelda Bleibtrey                                                                   | 1:13.6 | Irene Guest                                                                    | 1:17.0 | Frances Schroth                                              | 1:17.2 |
| 300 m lliures detalls     | Ethelda Bleibtrey                                                                   | 4:34.0 | Margaret Woodbridge                                                            | 4:42.8 | Frances Schroth                                              | 4:52.0 |
| 4 x 100 m lliures detalls | Estats UnitsMargaret Woodbridge · Frances Schroth · Irene Guest · Ethelda Bleibtrey | 5:11.6 | Regne UnitHilda James · Constance Jeans · Charlotte Radcliffe · Grace McKenzie | 5:40.6 | SuèciaAina Berg · Emy Machnow · Carin Nilsson · Jane Gylling | 5:43.6 |

## Medaller
| Posició | País         | Or | Argent | Bronze | Total |
| 1       | Estats Units | 8  | 5      | 3      | 16    |
| 2       | Suècia       | 2  | 2      | 1      | 5     |
| 3       | Austràlia    | 0  | 1      | 1      | 2     |
| 3       | Canadà       | 0  | 1      | 1      | 2     |
| 3       | Regne Unit   | 0  | 1      | 1      | 2     |
| 6       | Finlàndia    | 0  | 0      | 2      | 2     |
| 7       | Bèlgica      | 0  | 0      | 1      | 1     |